# Villa Rustica (Hemsworth)

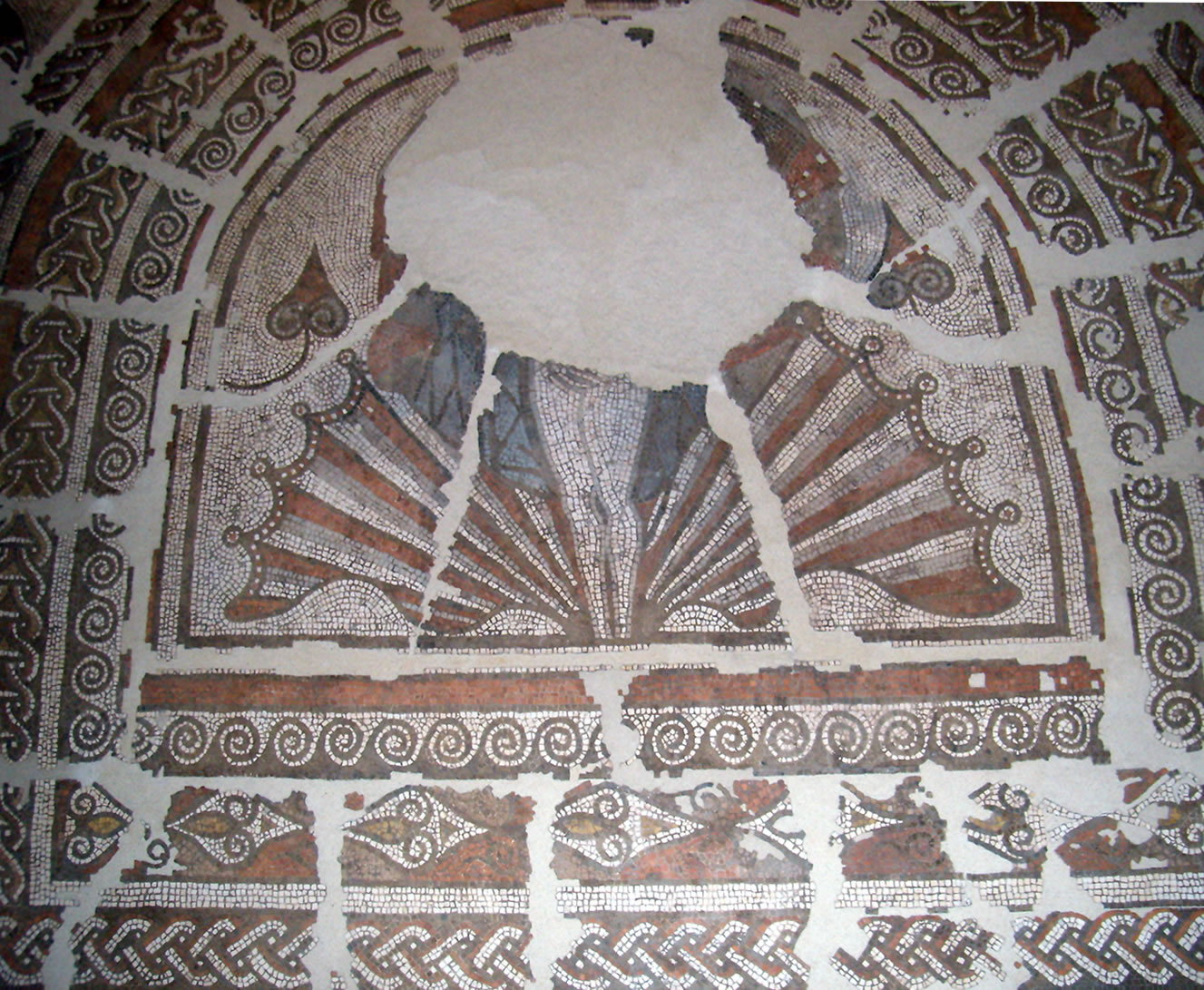
Das Mosaik mit der Venus

Die Villa Rustica bei Hemsworth ist ein ehemaliger römischer Gutshof (Villa rustica) auf der Gemarkung des heutigen Hemsworth in der Grafschaft Dorset in England.
Die Villa wurde 1831 entdeckt, als man mehrere Räume mit Mosaiken freilegte. Weitere Ausgrabungen fanden 1908 statt. Die Reste der Villa waren schlecht erhalten und die frühen Ausgräber hatten Schwierigkeiten, einen Plan zu erstellen, vor allem da die meisten Steine des Baues geraubt waren.
Insgesamt war die Villa einst etwa 77 Meter lang und 15,4 Meter breit. An der Südostecke gab es einen Anbau, in dem sich ein Bad befand. Münzen aus der Villa datieren alle in das vierte Jahrhundert. Etwa 15 Räume hatten einen Boden aus Opus tessellatum und weitere elf Räume waren mit Mosaiken dekoriert. 
Das vielleicht wichtigste Mosaik fand sich in einer Apsis des Bades und zeigt in der Mitte Venus in einer Muschel stehend. Es ist die Darstellung, wie sie aus dem Meer entsteigt (Anadyomene). Sie ist nackt (doch ist der obere Teil der Figur vollkommen zerstört) und steht in einem Halbrund. Das Mosaik wurde unsachgemäß in kleine Teile zerlegt und befindet sich heute im British Museum in London. Ornamentbänder an den Seiten zeigen fabelhafte Meerestiere und Fische. Ein weiteres figürliches Mosaik fand sich im Hauptgebäude und zeigt eine Büste von Neptun. Alle weiteren Mosaiken der Villa sind mit eher einfachen geometrischen Mustern dekoriert.